# Grota Zyblikiewicza
Grota Zyblikiewicza, Piec Majki lub Cygańska Grota – obszerna nyża w skale przy Drodze Pienińskiej ze Szczawnicy do Czerwonego Klasztoru w Pieninach. Znajduje się w zboczu Kaczego na odcinku między Nowym Przewozem a pawilonem Pienińskiego Parku Narodowego. Określenie grota jest obecnie nieprawidłowe. W terminologii speleologicznej i tatrzańskiej tego typu wgłębienia noszą nazwę schronu.
Dawniej nazywana była Piecem Majki. Czasami nazywano ją również Grotą Cygańską, gdyż często obozowali w niej Cyganie. Nazwę Grota Zyblikiewicza wprowadzono w 1888 r. dla uczczenia Mikołaja Zyblikiewicza, który zasłużył się dla rozwoju Szczawnicy. Wnioskował o nią tzw. Klub Szczawnicki. W latach 1901–1916 w pobliżu Groty Zyblikiewicza Towarzystwo Tatrzańskie wybudowało altanę zwaną Schroniskiem Zyblikiewicza.
Wnęka w skale powstała w wyniku procesów krasowych, a uległa pogłębieniu w wyniku wymywania przez wody Dunajca. Posiada okap na wysokości 13,5 m. Dawniej używana była przez rybaków jako schron, obecnie również wykorzystywana jest przez turystów do schronienia się przed deszczem. Jej namulisko jest próchniczno-gliniaste, zmieszane z wapiennym gruzem. W schronisku jest zwietrzała szata naciekowa; kolumny, nacieki grzybkowe i polewy.
Znajduje się w Pienińskim Parku Narodowym w granicach Szczawnicy, w województwie małopolskim, w powiecie nowotarskim.